# 行館

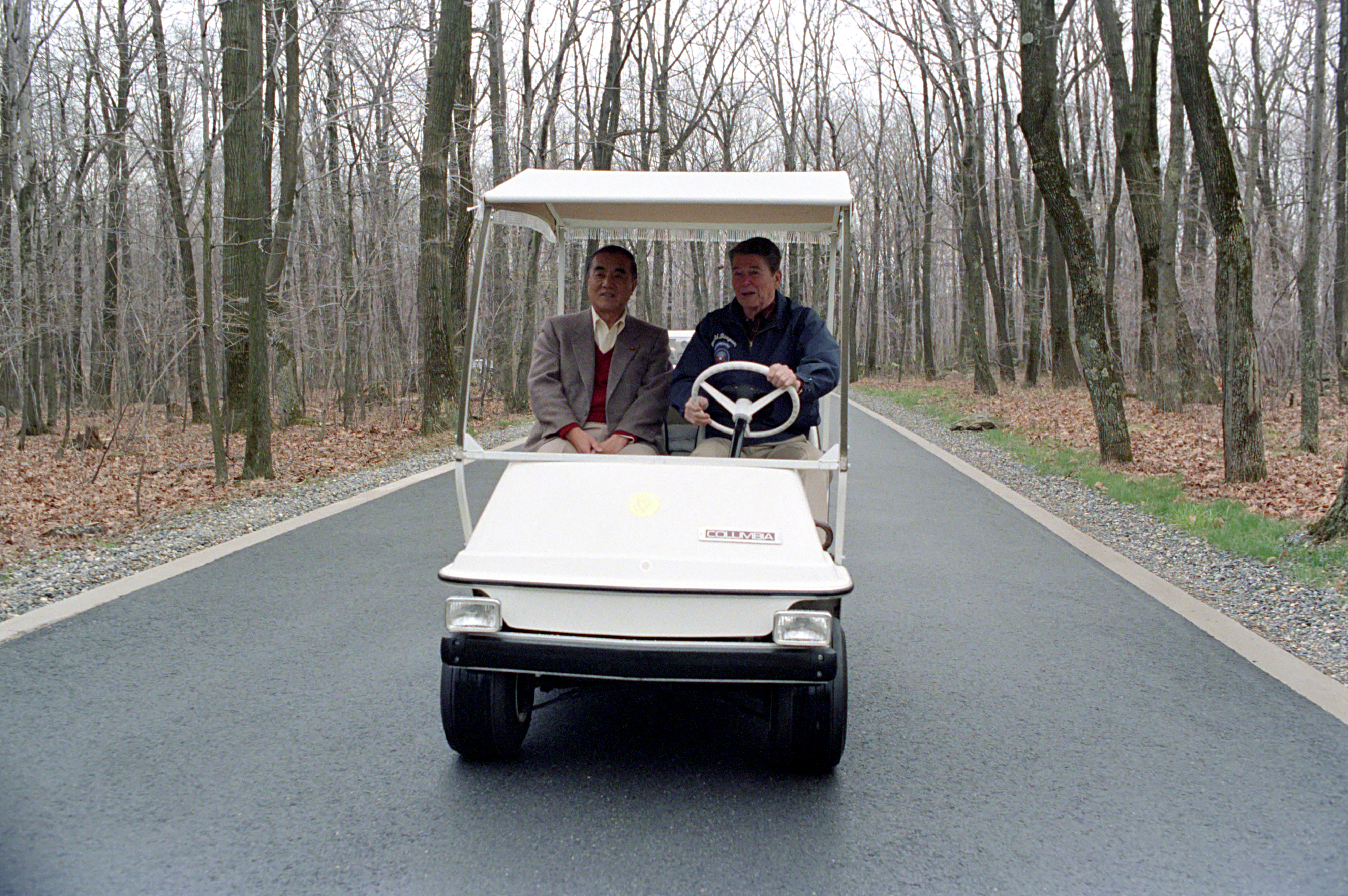
1986年，美國總統雷根於大衛營渡假時會見日本首相中曾根康弘。

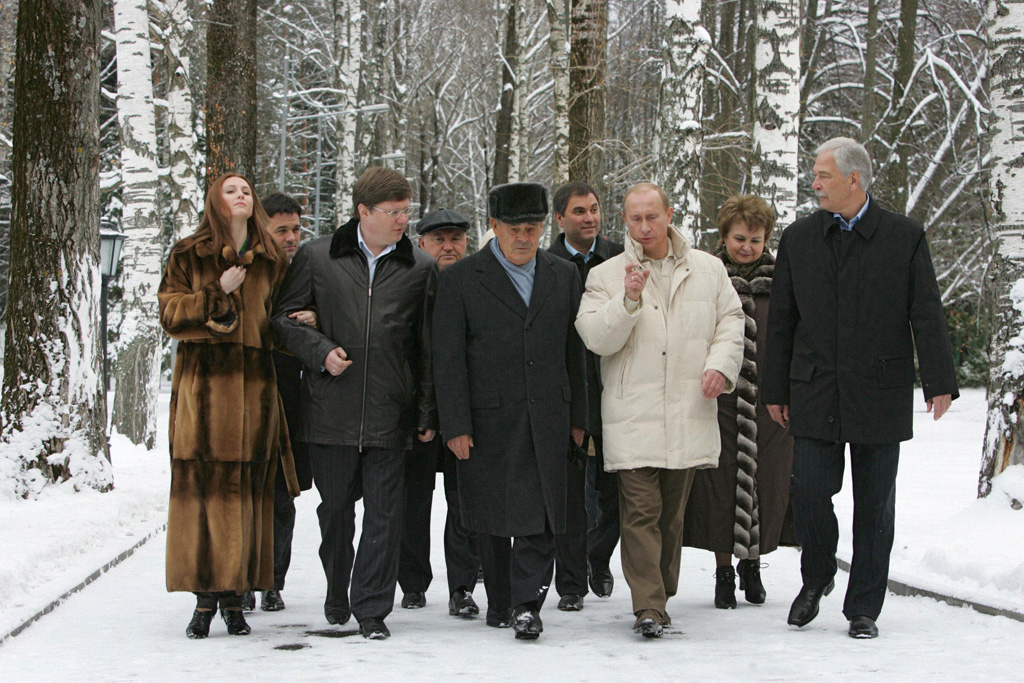
2007年11月，俄羅斯總統普丁於扎維多沃行館會見俄羅斯政要。

行館，指臨時居住的館舍，最初是提供尊貴人士於地方留宿的客棧或驛站，日後逐漸演變成別墅、招待所或度假房產，現時通常用以尊稱共和制下的國家元首和政府首腦以及各級官員離開主要居住的官邸前往各地巡視、避暑或避寒時使用或居住的建築，以與君主使用的行宮作區別。有些度假設施也會以行館命名。

## 各國行館

### 美國

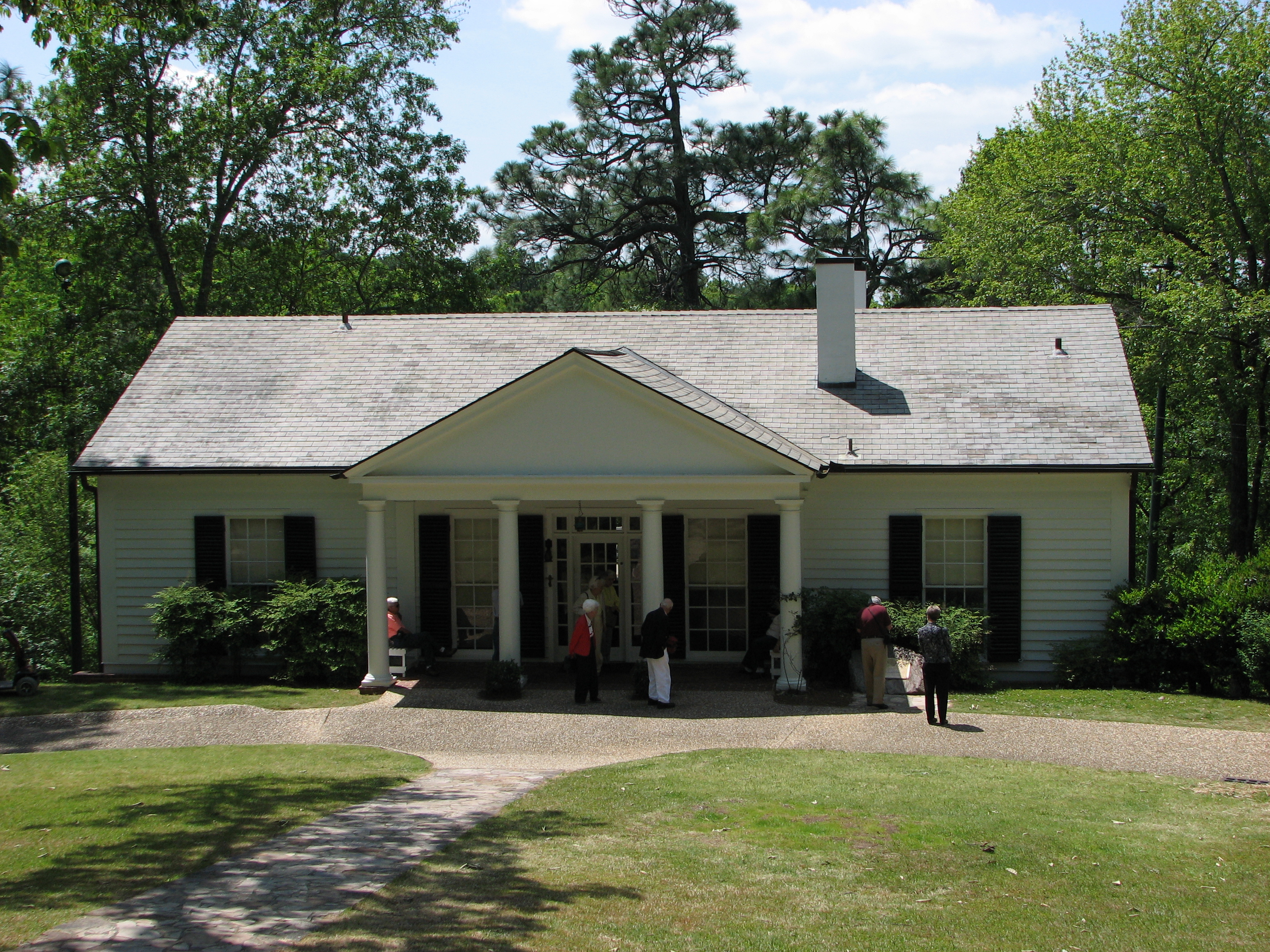
小羅斯福的沃姆斯普林斯小白宮，同時作為冬、夏兩季行館使用。

自小羅斯福執政以來，歷任美國總統皆以不同方式使用夏季官邸大衛營，包括用於娛樂和外交等用途。此外歷任美國總統也會利用自己的私人住宅或莊園作為尋訪地方的留宿地點，通稱為「夏季白宮」或「冬季白宮」。

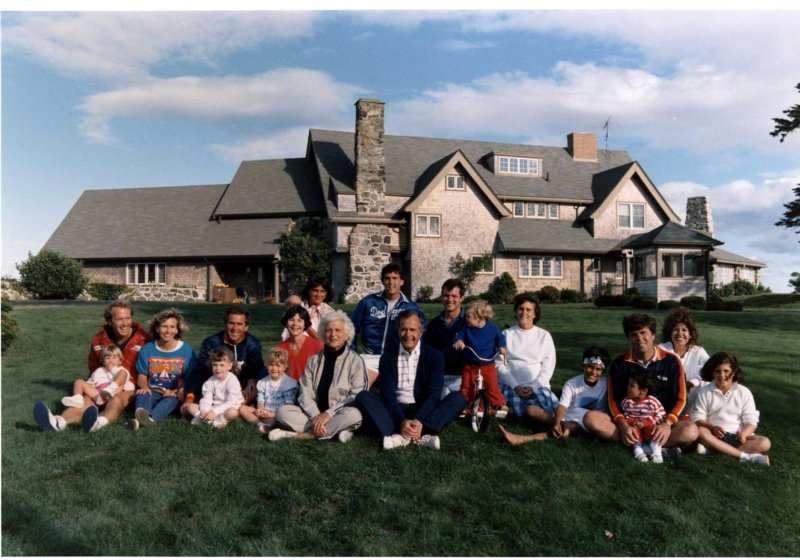
1986年8月，布希家族攝於沃克角莊園（英语：Walker's Point Estate）。
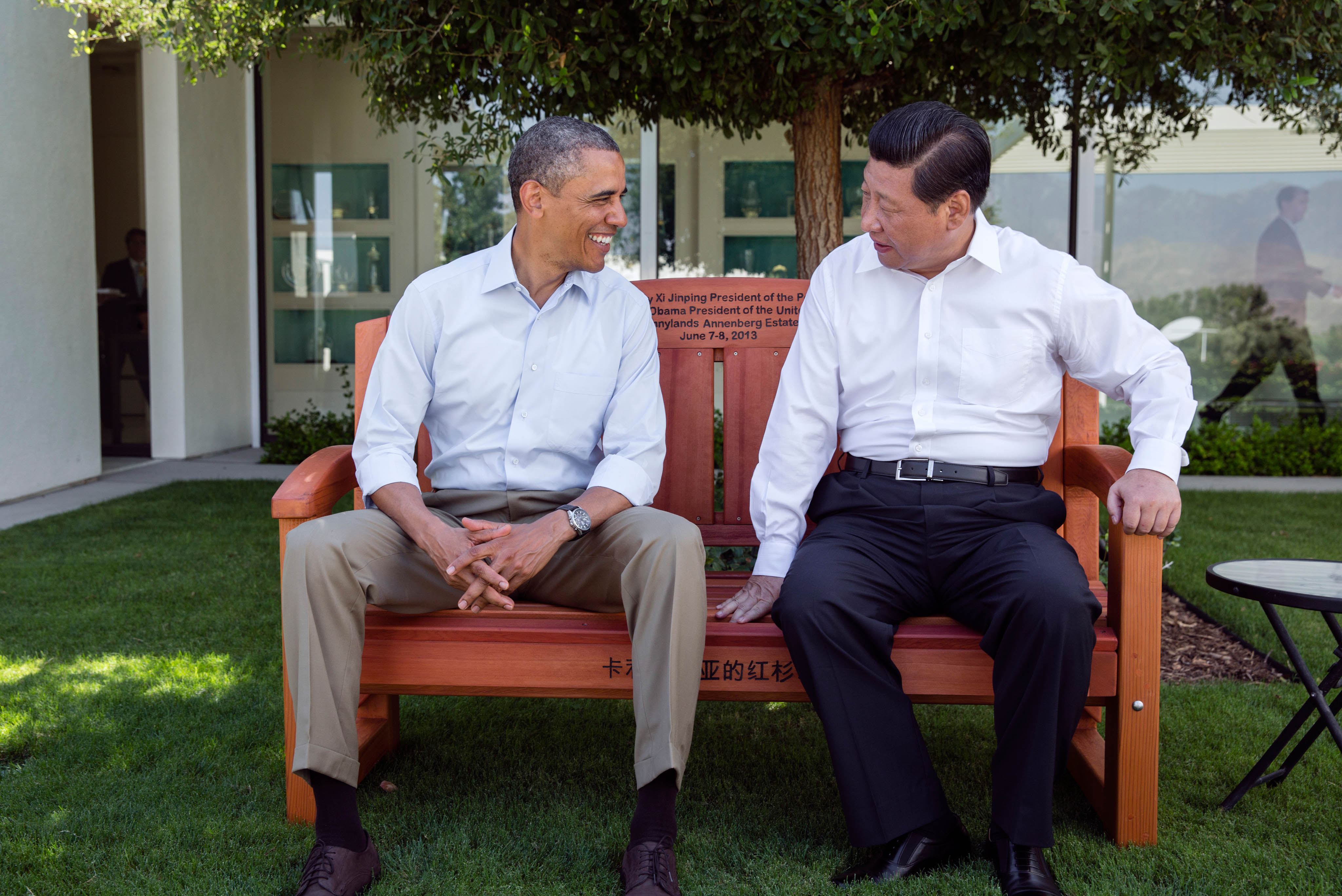
2013年6月，歐巴馬於安納伯格莊園會見中國國家主席習近平。
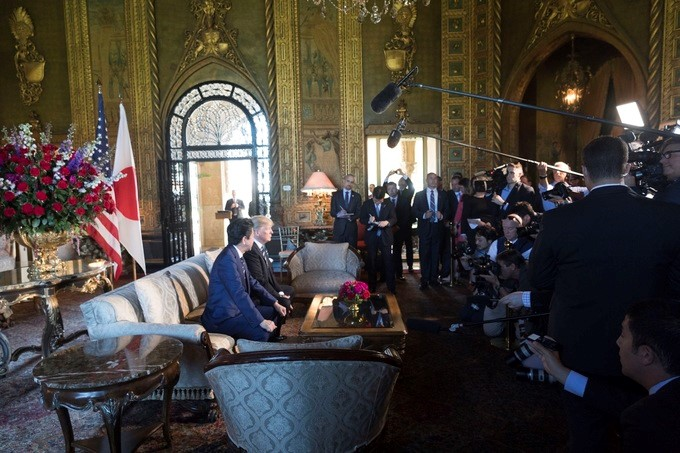
2018年4月，川普於海湖莊園與日本首相安倍晉三聯袂受訪。

### 英國

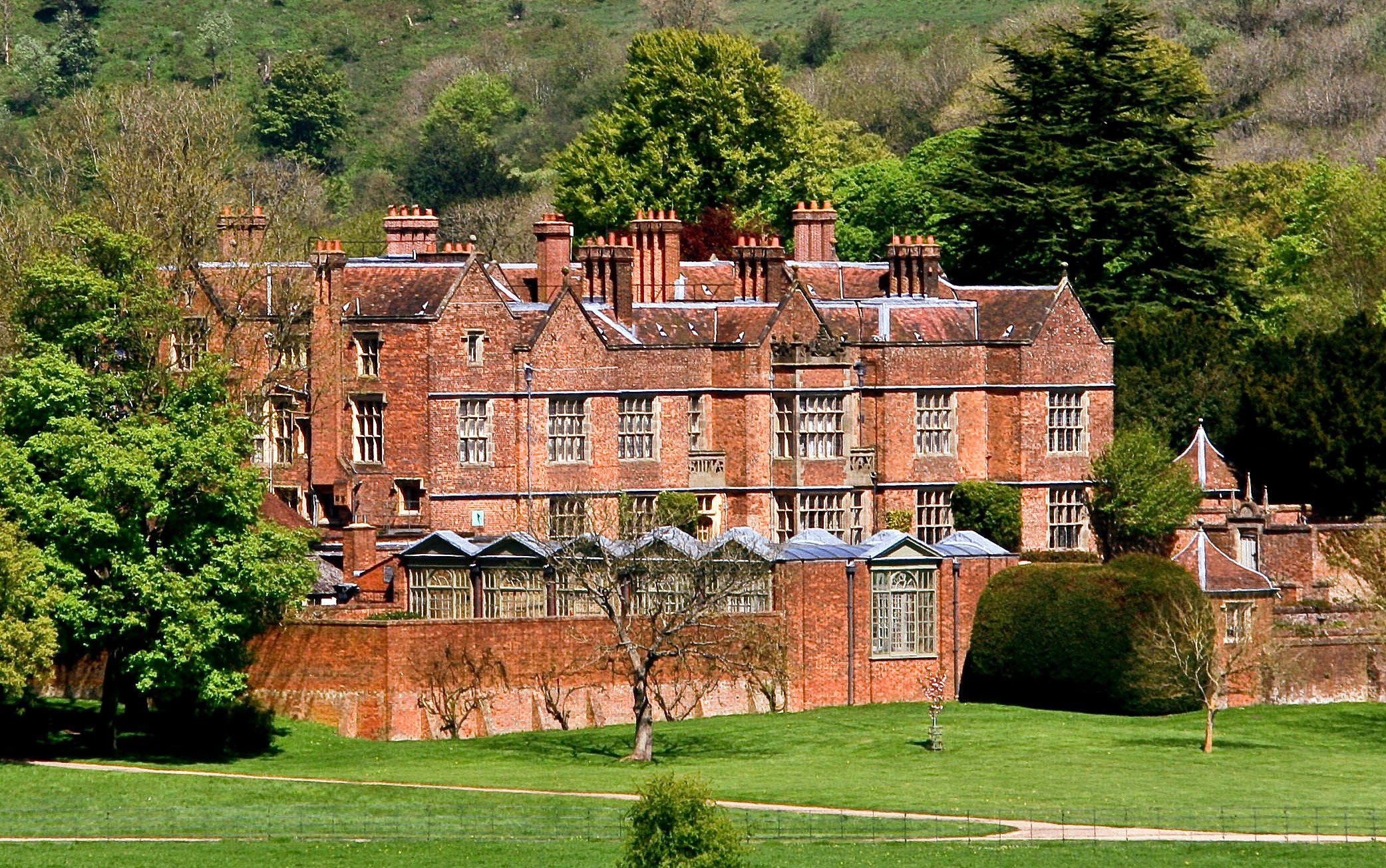
契克斯

英國政府提供給英國首相的官方鄉間別墅為契克斯，外相的避暑別墅為志奮領。早期的英國官僚與大部分貴族同樣在鄉村擁有渡假別墅或避暑別館。

### 加拿大
加拿大總理的官方渡假別墅位於哈林頓湖。

### 法國

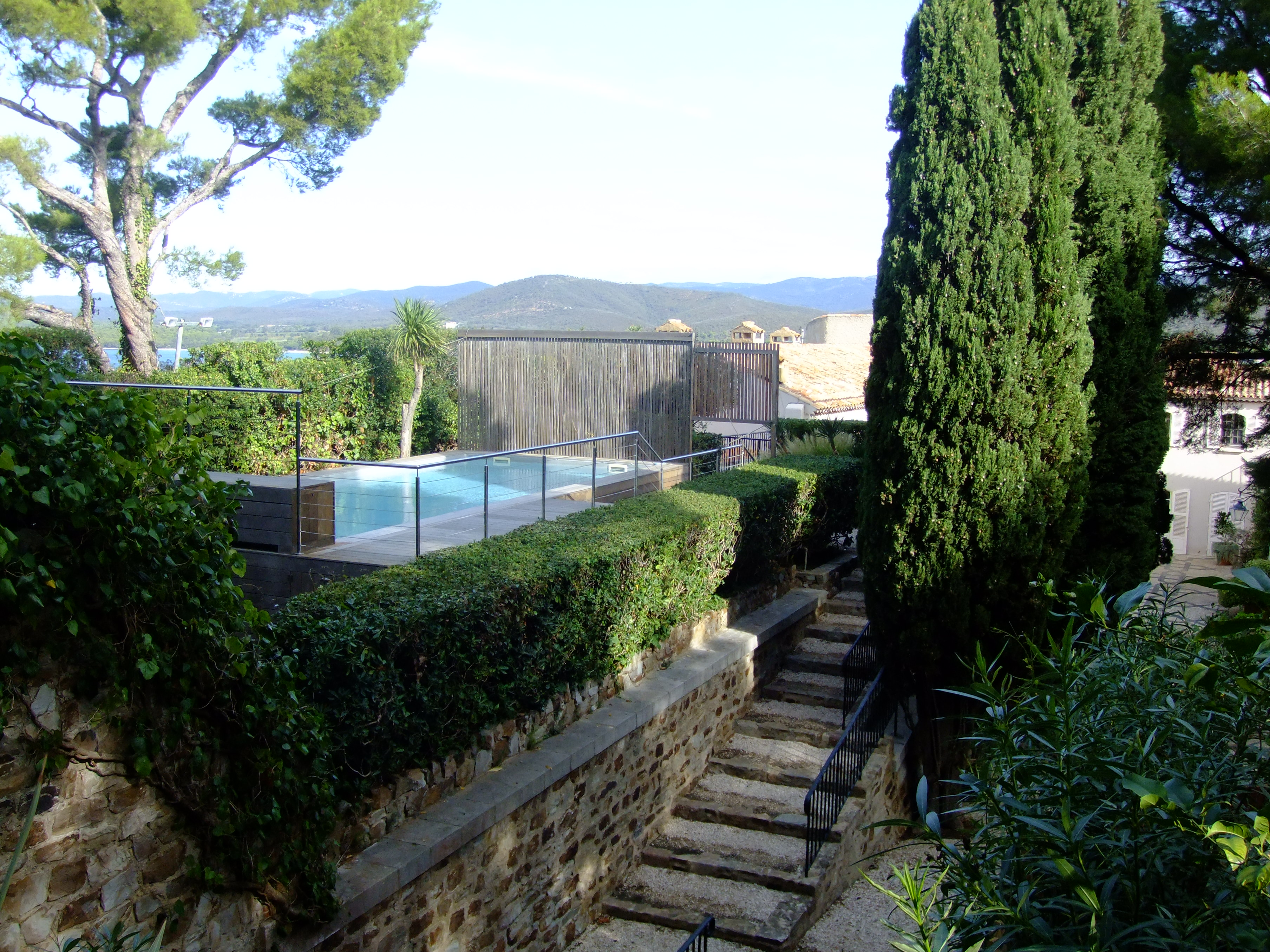
布赫加儂城堡庭院泳池

法國總統與法國總理的度假官邸蘭特尼別墅位於凡爾賽宮附近，為十八世紀建物，或稱為「狩獵別墅」。其他尚有數個供總統度假用的別墅、行館，如地中海蔚藍海岸附近的布赫加儂城堡、蘇茲拉布里舍城堡、马尔利勒鲁瓦狩獵小屋以及朗布依埃城堡。

### 德國
納粹德國時期德國政府為元首希特勒修建的眾多別邸與辦公機關和軍事指揮總部如貝格霍夫、鷹巢與狼寨等設施統稱元首總部。
目前德國聯邦總統與德國總理分別利用過去在波昂的官邸哈默斯密德別墅與紹姆堡宮作為渡假行館。

### 奧地利
1972年以來奧地利總統的夏日官邸設於米爾茨施泰格狩獵小屋。

### 捷克

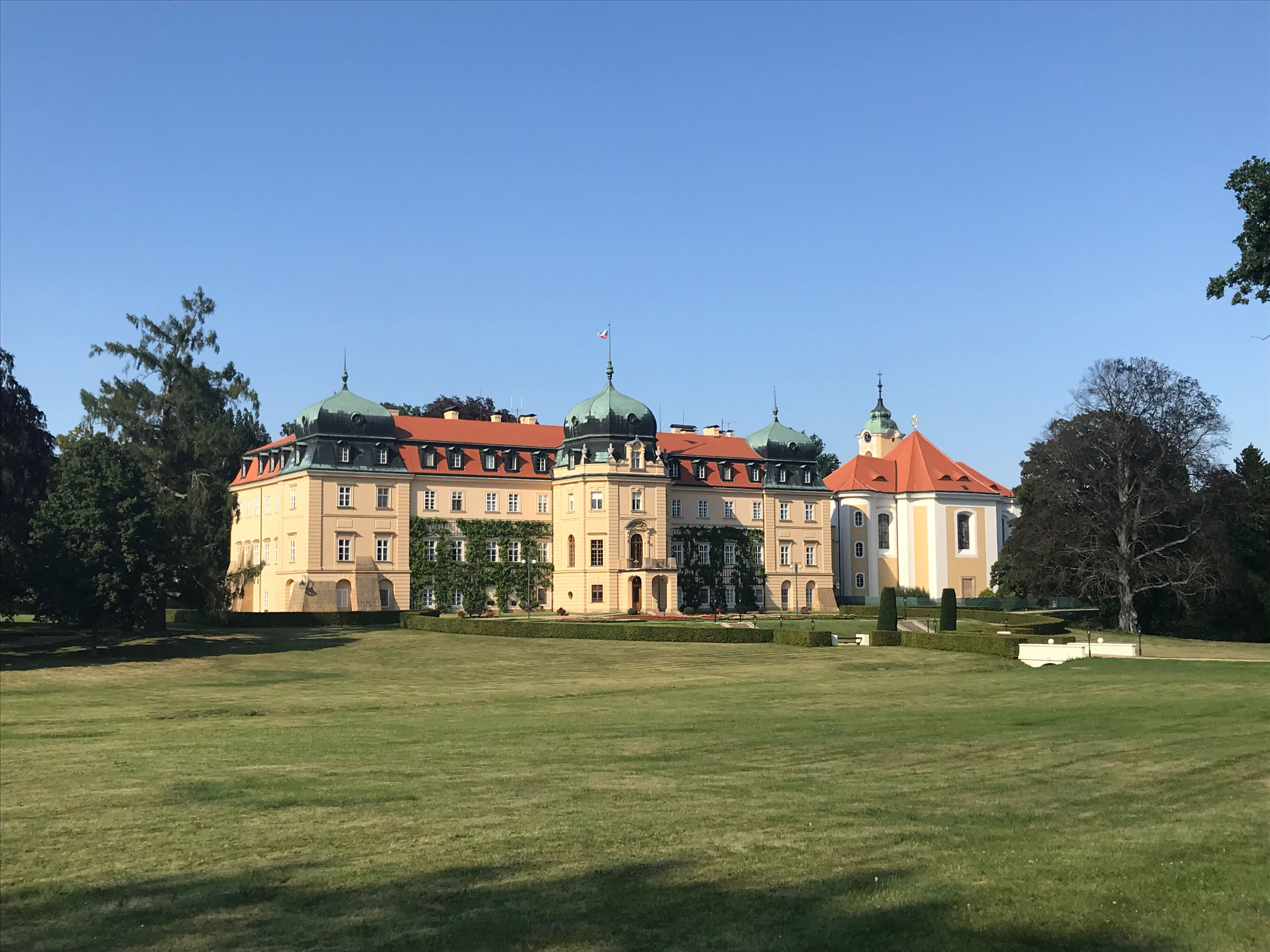
拉尼城堡

捷克總統於克拉德諾縣拉尼設有避暑山莊「拉尼城堡」。

### 西班牙
1941年至1975年間佛朗哥時期的西班牙在全國各地設有避暑山莊，包括圣塞瓦斯蒂安的艾耶特宮、薩達阿庫魯納莊園等數間別館。

### 葡萄牙
卡斯卡伊斯城堡為葡萄牙總統的避暑官邸。

### 俄羅斯
俄羅斯帝國的官僚與貴族在鄉村有設置避暑山莊達恰的習慣，該做法一直延續至蘇聯時期，索契與扎維多沃等地點成為領導人別莊的聚集區。俄羅斯總統於莫斯科近郊設有多處別墅、行館。

### 中華民國
中華民國大陸時期，國民政府軍事委員會於中國各地為委員長蔣中正設置「行營」作為地方分區指揮機關。上海、廬山、杭州等地築有供蔣中正起居的爱庐、美庐、澄庐行館。
臺灣則自日治時期以來即遺留有大量的臺灣總督御泊所以及日本皇室招待設施，如草山御賓館、阿里山貴賓館等，於戰後部分成為總統蔣中正巡視居留、度假或用於作為招待所的行館，含草山行館、角板山行館、涵碧樓等在內的總統行館遍布於全台各地風景區且數量時有增減。

### 中華人民共和國

1954年，毛澤東與周恩來於北戴河避暑山莊海灘。

中華人民共和國領導人除了主要辦公居住的中南海以外，於玉泉山、西山、新六所以及北戴河區等地皆設有避暑別墅與療養基地。其他地方接待黨和國家領導人、副省部級以上領導幹部以及來訪外國政要的政務接待設施，稱為國賓館。

### 日本
日本封建時期為武家大名提供宿泊的設施稱為「本陣」，這些陣地通常禁止普通庶民靠近。
明治維新後的歷任內閣總理大臣與其他國家的領袖一樣在地方擁有渡假用的別莊，這些別莊多半是首相私人在家鄉或郊區如輕井澤、鳴澤村、大磯宿等地的房產，亦或是同武家的本陣一樣擇定於地方有名望族的宅邸。

### 大韓民國

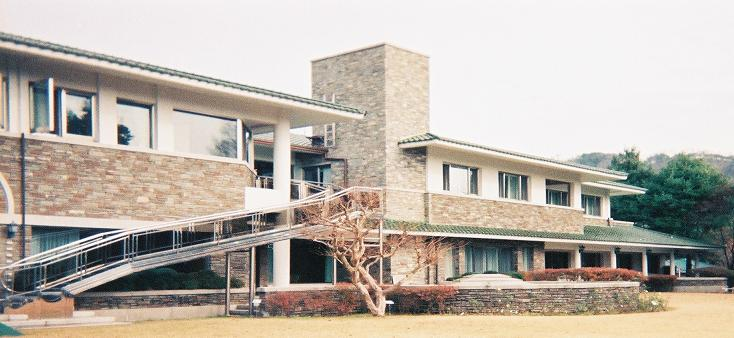
青南臺

韓國在李承晚時期於花津浦、鎮海昌原別莊、梨花莊、國立濟州道松堂牧場等地設有供其個人家族渡假使用的總統行館，至朴正熙與全斗煥時期另設了青南臺、青海臺等設施作為總統行館。目前韓國總統皆已不再使用這些設施，於2003年後悉數開放公眾遊歷，青海臺則為海軍基地。

### 朝鮮民主主義人民共和國
朝鮮民主主義人民共和國境內現有十餘座領導人行館供金日成家族使用於辦公或生活、接待外賓，這些建築群多半裝修龐大且奢華。

### 菲律賓
菲律賓前独裁總統费迪南德·马科斯與其家族於執政期間以鉅額財富在國內購置與持有至少50棟以上的高級住宅，這些房產於2012年被菲律賓政府定義為「不義之財」。

### 印度尼西亞
印尼總統的官方渡假設施為茂物行宫、淡巴西冷行宫、芝巴纳斯行宫和阿贡楼。

### 印度
英屬印度總督每年夏季前往夏都西姆拉的總督官邸避暑。現印度總統於海德拉巴、西姆拉與台拉登等地也分別擁有總統別墅、總統行館和總統亞夏納賓館等三座主要行館。

### 伊拉克
伊拉克前總統薩達姆·海珊除了主要官邸共和國宮以外，於全國各地擁有80餘座渡假行館，每座行館的建築裝修奢華程度皆不亞於帝王的「行宮」。2003年美伊戰爭後，這些行宮淪為美軍的渡假村。其中的拉德瓦尼亚宫目前由伊拉克總統使用。

### 敘利亞
阿薩德家族在地中海沿岸持有為安全和緊急避難而修建的避暑別墅。2024年阿薩德政權垮台，民眾潛入洗劫阿薩德的奢華宮殿，包含阿爾勞達總統府（Al-Rawda Presidential Palace）、穆哈吉林宮（Muhajreen Palace）等諸多未曾公開的別館從而曝光於眾。

### 利比亞
前利比亞民眾國領導人格達費於苏尔特、班加西等地擁有堪比宮殿的豪华行館，這些行宮的地下通道可通往其他國家如尼日尔和马里等鄰國，並設有地下碉堡、密道及防生化武器系统。

### 羅馬尼亞

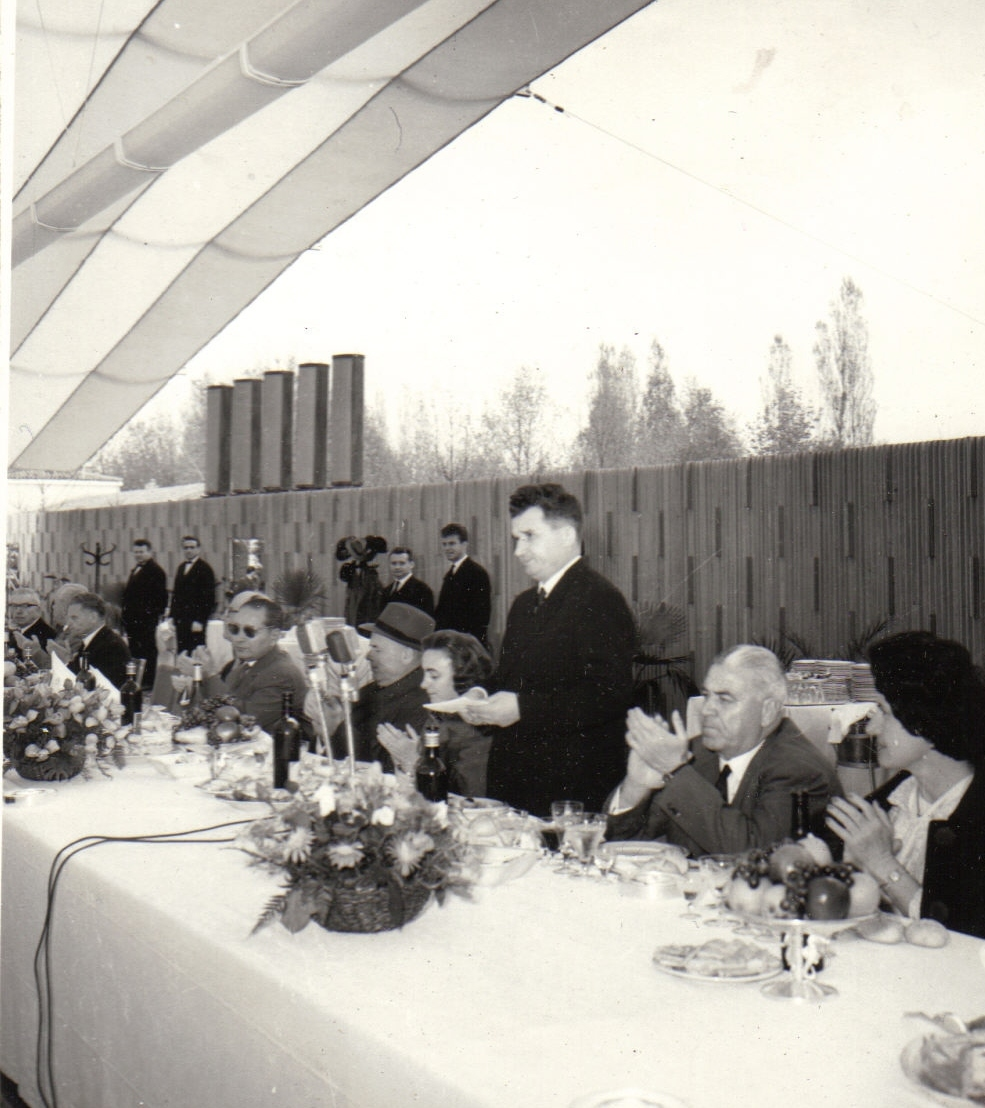
1965年國際勞動節，齐奥塞斯库攝於斯納戈夫別墅。

羅馬尼亞社會主義共和國領導人齐奥塞斯库在全国各县都至少有一个别墅、招待所或狩猎木屋。據新華社駐羅馬尼亞首席記者張漢文、周榮子等人在《風雲突變－齊奧塞斯庫垮台始末》一書中的記載，齊奧塞斯庫在羅馬尼亞全國共佔據了62幢宮殿、別墅和22座狩獵山莊，仅在布加勒斯特就有21座，利用率最高的行館是位於黑海海濱的「海王星」休養站和布加勒斯特北郊的斯納戈夫別墅。

### 亞塞拜然
亞塞拜然總統在巴庫的郊區蓋貝萊持有山屋。

### 南斯拉夫
斯洛維尼亞的布萊德湖畔在南斯拉夫時期是領導人狄托的行館，該地原屬奧地利哈布斯堡王朝的行宮，1947年，狄托掌權後將行宮改建為自己的夏日行館，其於全南斯拉夫（包括塞爾維亞、克羅埃西亞、波赫、蒙特內哥羅等地）的行館統計多達34座。

### 土耳其
土耳其首任總統凱末爾擁有福羅雅海岸行館作為避暑官邸。1985年以後，土耳其總統陸續使用胡貝爾宅邸、總統賓館作為夏日官邸，瓦德丁館則先後提供土耳其總理與總統使用。

### 巴西
巴西總統的週末行館是托爾托官邸，夏季官邸位於里奥内格罗宫。

### 阿根廷
阿根廷總統最早定制的夏季官方住所是奥利沃斯总统官邸，目前作為總統官邸使用，另有查帕德馬拉爾總統官邸作為夏日官邸。軍政府時期的總統曾利用梅西多官邸接待外賓。

### 剛果民主共和國

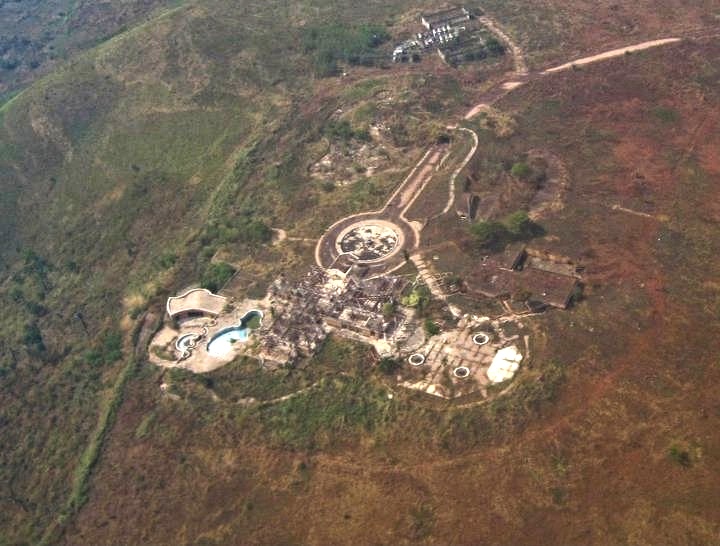
遇劫后的蒙博托行宫旧址。

薩伊共和國總統蒙博托·塞塞·塞科於自己的祖籍地戈巴多萊修建三座奢華行館，其中包含華麗的中國宮殿式建築，如今皆已廢棄。

### 多哥
多哥總統纳辛贝·埃亚德马與福雷·纳辛贝父子任內使用公款為自己在全國境內大肆修建、擴建數座鄉間住宅作為遠離公務期間奢華宴樂的休閒山莊，這些建築群內附有地下通道、游泳池、大型花園等設施，並委由國外建築師監督設計。

## 外部連結
- 行館 - 教育部《重編國語辭典修訂本》 （页面存档备份，存于）